# Bifax lacinia
Bifax lacinia är en fiskart som beskrevs av Greenfield, Mee och Randall, 1994. Bifax lacinia ingår i släktet Bifax och familjen paddfiskar. Inga underarter finns listade.